# Veleropilina reticulata
Veleropilina reticulata är en blötdjursart som först beskrevs av Giuseppe Seguenza 1876.  Veleropilina reticulata ingår i släktet Veleropilina och familjen Neopilinidae. Inga underarter finns listade i Catalogue of Life.